# گاوماهی‌های زره‌پوش
گاوماهی‌های زره‌پوش (نام علمی: Oplopomus) نام یک سرده از تیره گاوماهیان است.